# Liste der Biografien/Juk
Liste der Biografien |
Portal Biografien |
Personensuche
# |
A |
B |
C |
D |
E |
F |
G |
H |
I |
J |
K |
L |
M |
N |
O |
P |
Q |
R |
S |
T |
U |
V |
W |
X |
Y |
Z |
?
 
Ja |
Jb |
Jd |
Je |
Jh |
Ji |
Jj |
Jl |
Jn |
Jm |
Jo |
Jp |
Jr |
Js |
Jt |
Ju |
Jv |
Jw |
Jy
 
Jua |
Jub |
Juc |
Jud |
Jue |
Juf |
Jug |
Juh |
Jui |
Juj |
Juk |
Jul |
Jum |
Jun |
Juo |
Jup |
Jur |
Jus |
Jut |
Juu |
Juv |
Juw |
Jux |
Juy |
Juz
Die Liste der Biografien führt alle Personen auf, die in der deutschsprachigen Wikipedia einen Artikel haben. Dieses ist eine Teilliste mit 36 Einträgen von Personen, deren Namen mit den Buchstaben „Juk“ beginnt.

## Juk

### Juka
- Juka (* 1981), japanischer Musiker

### Juke
- Jukel, Carl (1865–1931), österreichischer Politiker (CS), Abgeordneter zum Nationalrat, Mitglied des Bundesrates
- Juker, Bee (1905–1998), Schweizer Autorin und Übersetzerin
- Juker, Werner (1893–1977), Schweizer Autor von Mundarthörspielen
- Jukes, Hamilton (1895–1951), britischer Eishockeyspieler
- Jukes, John Peter (1923–2011), britischer Ordensgeistlicher, Weihbischof in Southwark
- Jukes, Joseph Beete (1811–1869), englischer Geologe
- Jukes, Thomas (1906–1999), britisch-amerikanischer Biologe
- Jukes-Browne, Alfred John (1851–1914), britischer Geologe und Paläontologe

### Juki
- Jukic, Aleksandar (* 2000), österreichischer Fußballspieler
- Jukic, Andrija (* 1987), australischer Fußballspieler
- Jukić, Darko (* 1990), dänischer Basketballspieler
- Jukić, Dinko (* 1989), österreichischer Schwimmer
- Jukić, Matej (* 1997), kroatischer Fußballspieler
- Jukić, Mersudin (* 1984), österreichischer Fußballspieler und -trainer
- Jukić, Mirna (* 1986), österreichische SchwimmerinMirna Jukić (* 1986)

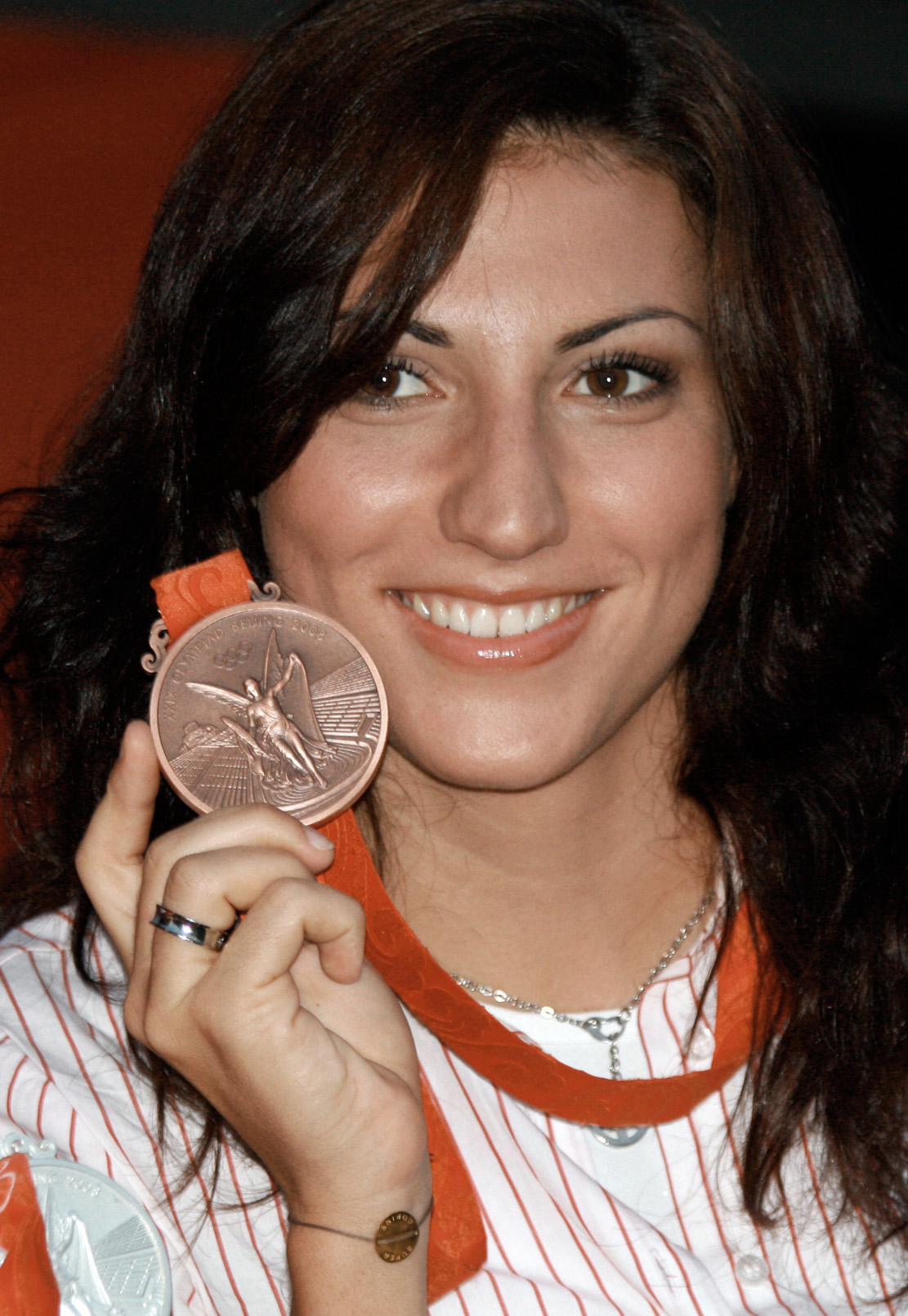
Mirna Jukić (* 1986)

- Jukić, Nikola (* 1994), kroatischer Handballspieler
- Jukič, Robert (* 1978), slowenischer Jazzmusiker (Kontrabass, Komposition)
- Jukić, Zarko (* 1993), serbisch-dänischer Basketballspieler
- Jukich, Jorge (* 1943), uruguayischer Radrennfahrer
- Jukina, Olga (1953–2005), sowjetische Kinderdarstellerin
- Jukina, Tatjana (1953–2011), sowjetische Kinderdarstellerin

### Jukk
- Jukkapant Punpee (* 1979), thailändischer Fußballtrainer
- Jukkara, Mika (* 1963), finnischer Skispringer und aktiver Sportfunktionär
- Jukkola, Heli (* 1979), finnische Orientierungsläuferin
- Jukkree U-ta (* 2006), thailändischer Fußballspieler

### Jukn
- Jukna, Stasys (* 1953), litauischer Mathematiker und Informatiker
- Jukna, Vigilijus (* 1968), litauischer Politiker, Landwirtschaftsminister (seit 2012)
- Jukna, Zigmas (1935–1980), sowjetischer Ruderer
- Juknevičienė, Ona (* 1955), litauische Politikerin, MdEP
- Juknevičienė, Rasa (* 1958), litauische Politikerin und Kinderärztin
- Juknevičius, Zenonas (* 1949), litauischer Rechtsanwalt, Politiker, Mitglied des Seimas und Justizminister
- Juknis, Kęstutis (* 1959), litauischer Politiker
- Juknys, Romualdas (1943–2024), litauischer Ökologe, Forstwissenschaftler und Hochschullehrer

### Juko
- Juković, Micky (* 1978), deutscher Schauspieler

### Juks
- Juksejew, Alexander Jurjewitsch (* 1988), russischer Eishockeyspieler